# Grijze harpoenzwam
De grijze harpoenzwam (Hohenbuehelia grisea) is een schimmel behorend tot de familie Pleurotaceae.

## Kenmerken

### Uiterlijke kenmerken
Vruchtlichaam
Het vruchtlichaam heet een diameter van 0,9-4 cm. De vorm is halfrond, waaiervormig of geschulpt, hoefvormig of plat aan de zijkant. De rand is licht gekarteld, het vruchtlichaam is vaak gestreept met transparante lamellen en behaard aan de basis. De kleur van het oppervlak varieert van lichtgrijs via grijsbruin tot sepia. Er is geen steel aanwezig.
Lamellen
De lamellen zijn witachtig tot geelachtig van kleur.
Vlees
Het vlees is witachtig tot geelachtig van kleur, met een duidelijke gelatineuze laag onder de huid. De smaak en geur is melig.
Sporenprint
De sporenprint is wit. 

### Microscopische kenmerken
De sporen zijn ellipsvormig of cilindrisch en meten (5-)6-8,5(-9) × 3-4,5 μm. Cheilocystidia zijn knotsvormig of flesvormig, 15,5-33 × 5-8,5 μm groot, soms uitgerust met 1-3 uitsteeksels van 2,5-4,5 × 2-3 μm groot.

## Verspreiding
De grijze harpoenzwam komt voor in Europa en Noord-Amerika.
In Nederland komt hij zeldzaam voor. Hij staat op de rode lijst in de categorie 'Bedreigd'.

## Foto's

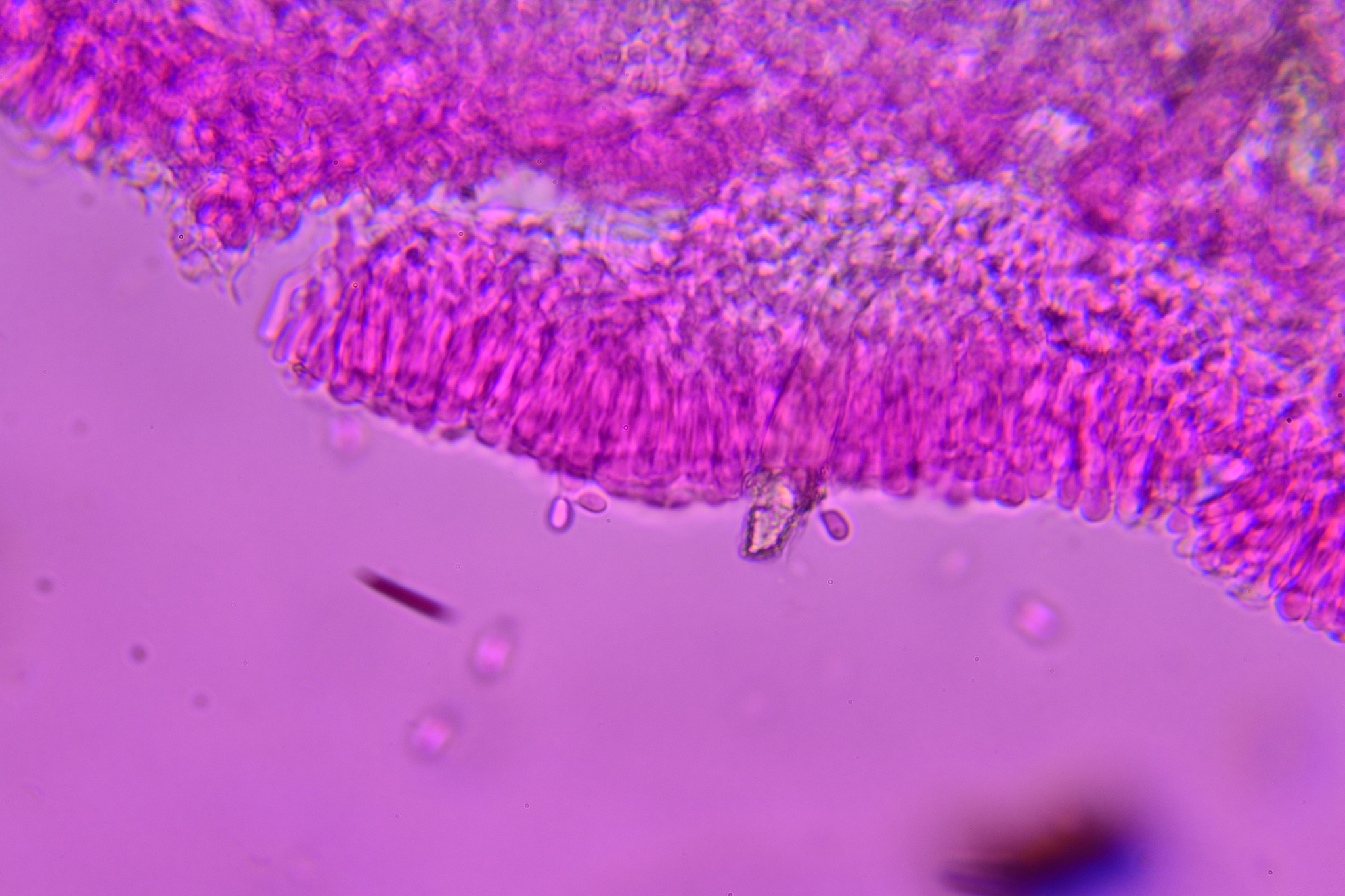